# Киёсуэ (княжество)
Княжество Киёсуэ (яп. 清末藩 Киёсуэ-хан) — феодальное княжество (хан) в Японии периода Эдо (1653—1871). Киёсуэ-хан располагался в провинции Нагато (современная префектура Ямагути) на острове Хонсю.

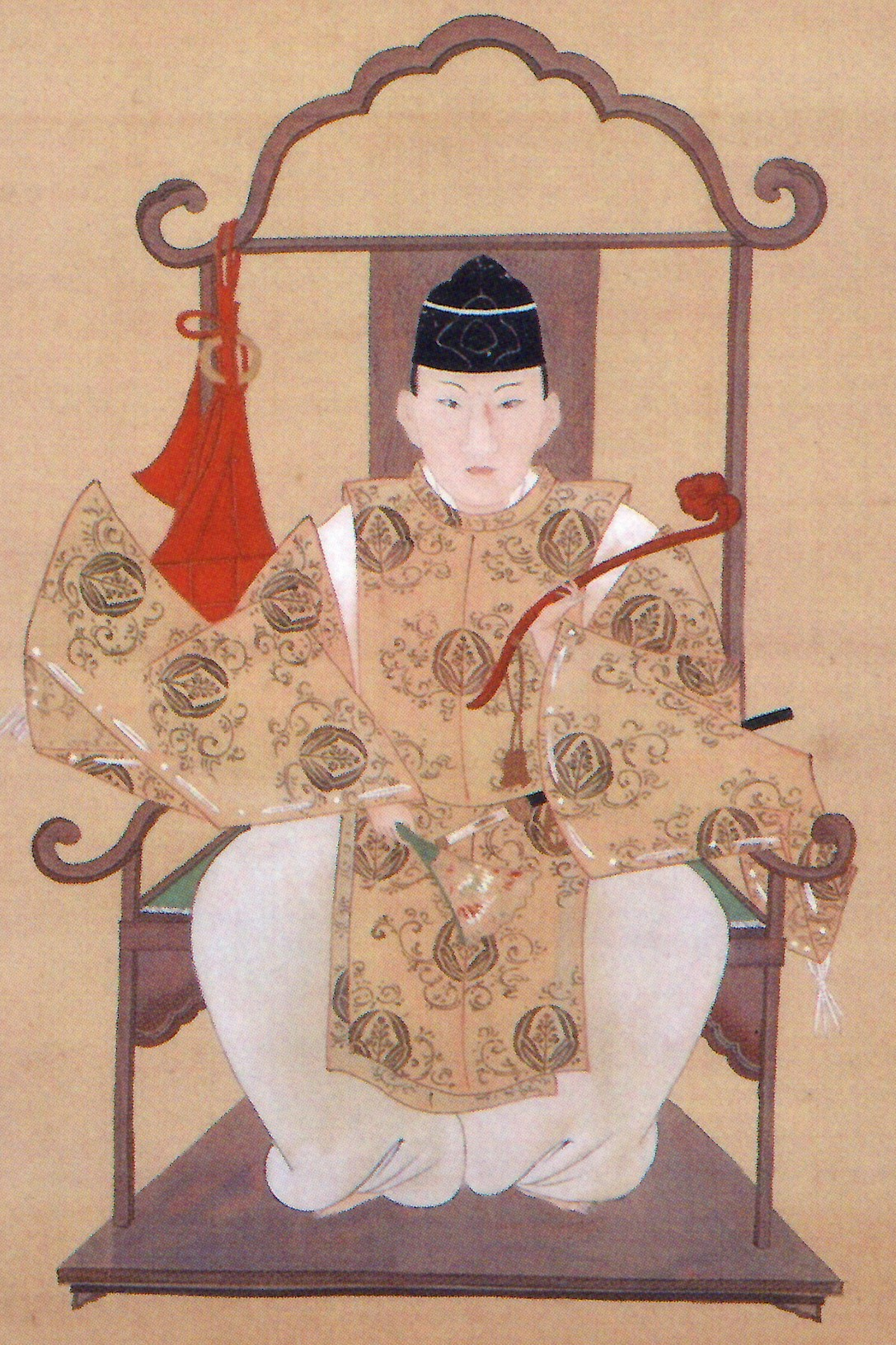
Мори Мотохира (1675—1729), 2-й даймё Киёсуэ-хана (1683—1718)

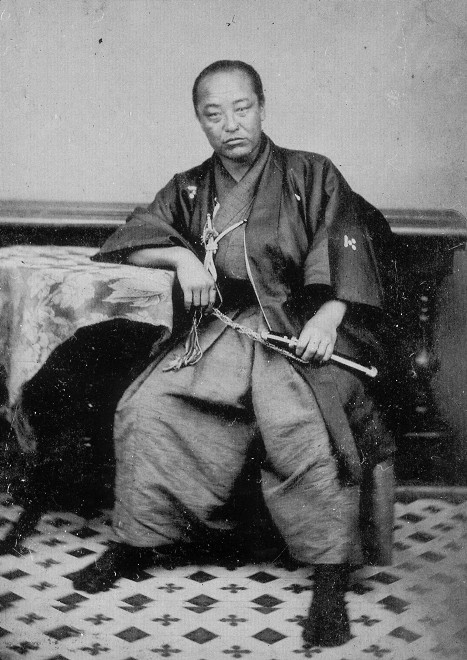
Мори Мотодзуми, последний даймё Киёсуэ-хана (1850—1871)

Сихан (яп. 支藩), дочернее княжество хана Тёсю (яп. 長州藩).

## Список даймё
- Род Мори (тодзама; 10,000 коку)

- Мори Мототомо (毛利元知; 1631—1683), 1-й даймё Киёсуэ-хана (1653—1683), третий сын Мори Хидэмото (1579—1650), 1-й даймё Тёфу-хана (1600—1650)
- Мори Мотохира (毛利匡広; 1675—1729)[1], 2-й даймё Киёсуэ-хана (1683—1718), второй сын предыдущего

В 1718—1729 годах Киёсуэ-хан входил в состав Тёфу-хана
- Мори Масанари (毛利政苗; 1718—1781), 3-й даймё Киёсуэ-хана (1729—1775), сын предыдущего
- Мори Масакуни (毛利匡邦; 1761—1832), 4-й даймё Киёсуэ-хана (1775—1818), сын предыдущего
- Мори Масааки (毛利政明; 1790—1818), 5-й даймё Киёсуэ-хана (1818), приёмный сын предыдущего
- Мори Мотоё (毛利元世; 1796—1845), 6-й даймё Киёсуэ-хана (1821—1845), приёмный сын предыдущего
- Мори Мотоцугу (毛利元承; 1833—1849), 7-й даймё Киёсуэ-хана (1845—1849), сын Мори Мотоёси, 11-го даймё Тёфу-хана, приёмный сын предыдущего
- Мори Мотодзуми (毛利元純; 1832—1875), последний (8-й) даймё Киёсуэ-хана (1850—1871), сын Киноситы Тосиацу, 13-го даймё Хидзи-хана, приёмный сын предыдущего.